# Mirosława Ostrowska
Mirosława Małgorzata Ostrowska (ur. 26 czerwca 1960) – polska doktor habilitowana nauk o Ziemi. Wiceprezes Polskiej Akademii Nauk w kadencji 2023–2026.

## Życiorys
Absolwentka studiów telekomunikacyjnych na Politechnice Gdańskiej (rocznik 1985). Doktoryzowała się w 2000 roku w IO PAN na podstawie pracy zatytułowanej Zastosowanie fluorescencyjnych metod do badań fotosyntezy w morzu. Habilitację uzyskała w 2013 roku na tej samej uczelni pisząc rozprawę pt. Biooptyczne modele fluorescencji fitoplanktonu i jej wygaszania w morzach i oceanach.
Jej specjalnością naukową są zagadnienia z zakresu oceanografii, fizyki i optyki morza oraz badania empiryczne i modelowanie uwarunkowań środowiskowych fluorescencji i fotosyntezy w morzu jako wskaźników przemian środowiska. Adiunkt Instytutu Oceanologii Polskiej Akademii Nauk, członek Rady Naukowej tego Instytutu w kadencji 2019-2022. Zasiada w Prezydium Komitetu Badań Morza PAN. Członek korespondent Polskiej Akademii Nauki Wydziału Nauk Ścisłych i Nauk o Ziemi  od 2019 roku.
22 listopada 2022 roku została ogłoszona kandydatką na Wiceprezesa Polskiej Akademii Nauk po zgłoszeniu przez Prezesa-elekta Marka Konarzewskiego. 8 grudnia, podczas 148. sesji Zgromadzenia Ogólnego PAN została wybrany na stanowisko Wiceprezesa PAN w kadencji 2023–2026, wspólnie z prof. Dariuszem Jemielniakiem, prof. Natalią Sobczak i prof. Aleksandrem Welfe.

## Wybrane publikacje naukowe
Autorka lub współautorka następujących publikacji naukowych:
- Variability of the specific fluorescence of chlorophyll in the ocean. Part 1. Theory of classical in situ chlorophyll fluorometry[8]
- Variability of the specific fluorescence of chlorophyll in the ocean. Part 2. Fluorometric method of chlorophyll a determination[9]
- Influence of non-photosynthetic pigments on the measured quantum yield of photosynthesis[10]
- Variability of the portion of functional PS2 reaction centres in the light of a fluorometric study[11]
- Model of the in vivo spectral absorption of algal pigments. Part 1. Mathematical apparatus[12]
- Model of the in vivo spectral absorption of algal pigments. Part 2. Practical applications of the model[13]
- Influence of photo- and chromatic acclimation on pigment composition in the sea[14]
- Dependence of the photosynthesis quantum yield in oceans on environmental factors[15]